# 4-я пехотная дивизия (вермахт)
4-я пехотная дивизия (4. Infanterie-Division) — тактическое соединение сухопутных войск вооружённых сил нацистской Германии периода Второй мировой войны. Она была сформирована как стандартная пехотная дивизия и принадлежала к первой волне мобилизации. Она приняла участие в Польской кампании (1939) и французской кампании 1940 г. В августе 1940 года переформирована в 14-ю танковую дивизию.

## Формирование
Дивизия была сформирована в октябре 1934 г. в Дрездене на основе 10-го Саксонского пехотного полка 4-й пехотной дивизии рейхсвера. Первоначально в целях дезинформации штаб дивизии носил название «военное управление Дрездена», затем «артиллерийский начальник IV» (Artillerieführer IV). Когда в октябре 1935 года официально было объявлено о создании вермахта, дивизия стала именоваться 4-й пехотной и была подчинена командованию 4-го корпусного округа. В состав дивизии вошли 10-й, 52-й и 103-й пехотные полки.

## Боевой путь
Во время подготовки к боевым действиям против Чехословакии во время Судетского кризиса 1938 г. 4-я пехотная дивизия в составе своего 4-го армейского корпуса вошла в состав 2-й армии, развёрнутой в южной части Силезии. Накануне вторжения в Польшу в 1939 году дивизия была мобилизована в первой волне (1 августа 1939) и вновь оказалась в составе 4-го армейского корпуса, включённого в 10-ю армию группы армий «Юг». В его составе дивизия участвовала в разгроме польских армий «Лодзь» и «Прусы». После разгрома Польши дивизия была выведена в резерв, располагаясь на Рейне. В ходе французской кампании дивизия действовала в составе «родного» 4-го армейского корпуса, подчинённого командованию 6-й армии из состава группы армий «В». В августе 1940 года дивизия была переформирована в 14-ю танковую дивизию.

## Организация
- 10-й пехотный полк (Infanterie-Regiment 10)
- 52-й пехотный полк (Infanterie-Regiment 52)
- 103-й пехотный полк (Infanterie-Regiment 103)
- 4-й артиллерийский полк (Artillerie-Regiment 4)
- 1-й батальон 40-го артиллерийского полка (I./Artillerie-Regiment 40)
- 4-й дивизион противотанковой обороны (Panzerabwehr-Abteilung 4)
- 4-й разведывательный батальон (Aufklärungs-Abteilung 4)
- 13-й инженерный батальон (Pionier-Bataillon 13)
- 4-й батальон связи (Nachrichten-Abteilung 4)
- части снабжения 4-й пехотной дивизии (Divisions-Nachschubeinheiten 4)

## Командиры
- полковник Эрик Рашик, с 1934 г.
- генерал-лейтенант Эрик Хансен, с 11 октября 1938 г.